# Nereis lamellosa
Nereis lamellosa är en ringmaskart som beskrevs av Ehlers 1864. Nereis lamellosa ingår i släktet Nereis och familjen Nereididae. Inga underarter finns listade i Catalogue of Life.